# Rangifer tarandus dawsoni
Sous-espèce
Statut de conservation UICN

 EX 1908 : Éteint
Répartition géographique
Rangifer tarandus dawsoni ou Caribou de la sous-espèce dawsoni est une sous-espèce de caribou du genre Rangifer, endémique au Canada. On lui attribue plusieurs noms, comme caribou des bois de Dawson ou caribou des bois des îles de la Reine-Charlotte. La sous-espèce se serait éteinte avant les années 1920. La population était insulaire à la partie nord-ouest de l'île Graham, l'île la plus septentrionale des deux îles majeures de l'archipel de Haida Gwaii (ou les Îles de la Reine-Charlotte) en Colombie-Britannique,. Il est l'un des deux mammifères présents au Canada et maintenant éteints dans le monde, l'autre étant le vison de mer. Il est aussi l'une des deux sous-espèces de caribous éteintes en Amérique du Nord, l'autre étant rangifer tarandus eogroenlandicus.

## Description
On ne sait que peu de choses sur cette sous-espèce. Nous savons du moins que son pelage était pâle et grisâtre. C'était un petit caribou ayant 1 m de hauteur jusqu'à l'épaule et semble-t-il que les bois étaient petits et peu développés chez les mâles et rarement portés chez les femelles.

## Habitat
Ce caribou habitait les tourbières sans arbres de la forêt boréale humide caractérisant l'île Graham. De plus, habitant dans l'archipel de Haida Gwaii, il y avait donc beaucoup de précipitations et des montagnes atteignant jusqu'à 1 100 m de hauteur par rapport au niveau de la mer. Ces dernières étaient même continuellement enneigées par endroits. Le climat devait être relativement chaud et la forêt dense. Ces forêts étaient constituées de thuya géant de Californie (Thuja plicata), de pruche de l'Ouest (Tsuga heterophylla) et d'épinette de Sitka (Picea sitchensis) ainsi qu'une dense population de salal (Gaultheria shallon), de ronce remarquable (Rubus spectabilis), de lysichiton américain (Lysichiton americanum) et une variété de mousses.

## Historique
Le caribou de Dawson se serait établi sur l'archipel Haida Gwaii, il y a de ça 9 000 - 10 000 ans, en traversant, du continent, à la nage une étendue d'eau restreinte ou par la présence d'un pont de glace pendant la fin de la glaciation de Fraser. Un crâne fut pour la première fois identifié le 21 août 1878 par le Dr George Dawson(d'où son nom). La sous-espèce n'a été recordée que par cinq individus, ce qui laisse présager que la population n'a jamais été bien grande.

### Personnages en découvrant la présence
Le Dr George Dawson, fut, en effet, le premier qui en fit la décrit scientifiquement. Géologue de profession, il faisait une inspection du terrain de l'île Graham à l'été 1878. Le 21 août il a écrit dans son carnet : 
« Des wapitis existent surement sur la pointe nord-ouest de l'île [Graham], mais sont rarement tués, comme ils ne sont pas suivis à l'intérieur des terres. »
 Il trouvera plus tard que cette identification était celle de caribous.

### Relation avec l'homme
Le caribou de Dawson était peu connu des indigènes, mais l'on sait maintenant qu'il était beaucoup chassé pour sa viande et pour faire des pointes de lances, flèches et même des harpons.

### Extinction
D'après des documents historiques, la sous-espèce s'est éteinte entre les années 1920 et 1930,,. Il aurait été dernièrement aperçu en 1908 selon des documents compétents et son statut a été réitéré en 2000 par le COSEPAC. Cette même année (1908), il serait devenu une espèce menacée, et les 3 des 4 derniers individus aperçus (2 mâles et 1 femelle) furent abattus en novembre, laissant derrière un jeune, qui dut mourir sans se reproduire. La peaux et le os de ces spécimens furent envoyés au Royal British Columbia Museum à Victoria, où ils sont encore préservés et exposés, sous un seul individu,. La sous-espèce n'est pas reconnue ou l'information n'est pas disponible sur l'UICN et l'ITIS, mais elle l'est sur le NCBI. La chasse excessive est la cause qui semble la plus admissible, bien que la dégradation de l'habitat par les changements climatiques aient pu jouer un rôle significatif.

## Taxonomie
Cette sous-espèce prend présentement place sous l'un des trois grands groupes de caribous du Canada, établi selon leur écotype. Elle fait partie du groupe des caribous des bois, les deux autres étant les caribous de Peary et les caribous de la toundra. D'après de récentes analyses génétiques, le caribou de Dawson ne serait pas si différent de son frère, le caribou des bois, bien qu'il soit différent physiquement. Ces caractéristiques particulières se seraient développées durant son séjour sur l'île. La sous-espèce est tout de même considérée comme une population distincte.

#### Liens de références
- (en) NCBI : Rangifer tarandus dawsoni (taxons inclus)
- (en) Mammal Species of the World (3e  éd., 2005) :  Rangifer tarandus dawsoni   Thompson-Seton, 1900